# Uljanovszk Vosztocsnij repülőtér
Az  Uljanovszk Vosztocsnij repülőtér (megnevezése időnként:  Uljanovszk) (IATA: ULY, ICAO: UWLW) repülőtér Oroszországban, Uljanovszk várostól 28 km-re északkeletre. Kifutópályája a harmadik leghosszabb a világon 5000 m-es hosszával. Szélessége a legnagyobb, 105 m. 
A repülőteret főként teherszállító gépek használják.  Bázisrepülőtere a  Polet Airlines és a Volga-Dnyepr Airlines légitársaságnak. Ugyancsak ez a székhelye az Aviastar-SP-nek, ahol az Antonov An-124 és Tupoljev Tu-204-es repülőgépeket gyártják.
2012 márciusában Szergej Lavrov orosz külügyminiszter engedélyezte a NATO számára, hogy használják a repülőteret átrakodás céljára nem élet-ellenes rakományok és személyzet esetén. Az intézkedés kritikát és tiltakozásokat váltott ki a lakosság körében.

## Forgalom
Az utasforgalom az elmúlt években az alábbi módon változott:
| Utasok száma | 148 208 | 235 212 | 235 212 | 497  | 256  | 946  |
|              | 2016    | 2017    | 2018    | 2019 | 2020 | 2021 |